# Tombos

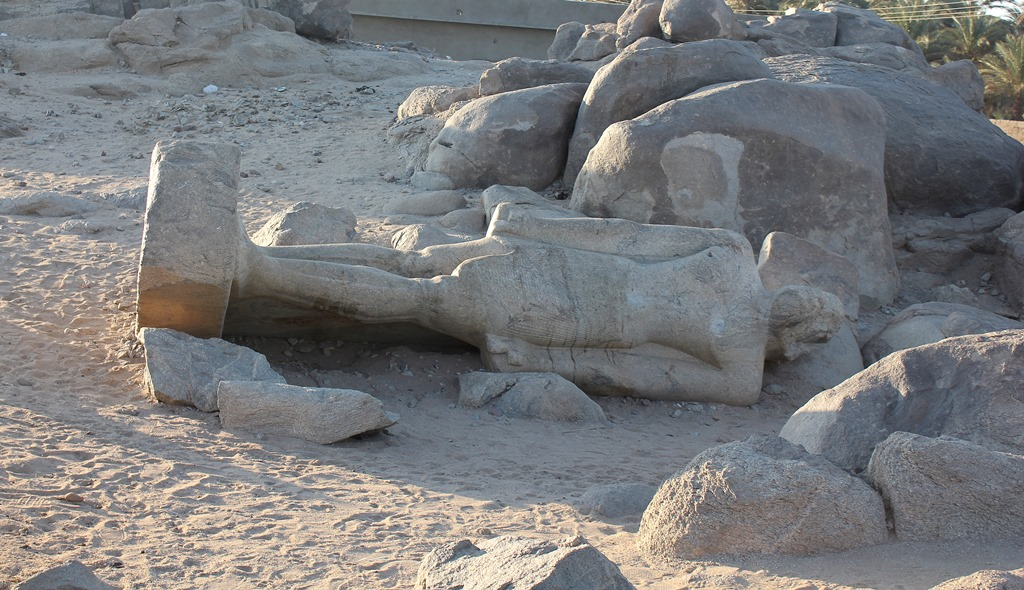
Restes de l'antiga ciutat de Tombos (Sudan).

Tombos és una ciutat del Sudan situada a la riba est del Nil, a 10 km al nord de Kerma, que fou capital d'un regne de Núbia el segon mil·lenni aC. Al Nil hi ha una illa anomenada Tombos a la vora de la qual, prop de Hannek, s'han trobat inscripcions de Tuthmosis I gravades a la pedra. Hi ha també una pedra de granit amb un colós inacabat probablement del rei Taharqa.
Té un establiment fortificat i un temple anomenat Temple de l'Elefant. Molt posterior és una mesquita anomenada Musarat Alsafra que abans va ser una església copta. Hi ha altres restes menors d'època meroítica.
Les excavacions han posat a la llum una piràmide amb un cementiri de gent de grau entremig de la dinastia XVIII i posterior. Durant aquesta dinastia i la següent Tombos va ser a la frontera mes al sud. Tuthmosis I va establir una posició a Kombos al seu segon any de regnat.
Prop, a Sebou, hi ha pedres gravades que podrien ser neolítiques